# 君の瞳はそのままに
『君の瞳はそのままに』（きみのひとみはそのままに）は、2000年2月23日にリリースされた稲垣潤一39枚目のシングル。

## 解説
テレビ東京系『いい旅・夢気分』エンディングテーマソング。「クリスマスキャロルの頃には」1993年発売盤以来となる、マキシシングル・ケースに収められた8cmCDのシングル。以降、シングル曲は全てマキシシングル形態でのリリース。

## 収録曲
1. 君の瞳はそのままに
  - 作詞:渡辺なつみ、作曲・編曲:桑村達人
2. 愛のスーパー・マジック
  - 作詞:安井かずみ、作曲:加藤和彦
3. 君の瞳はそのままに（オリジナル・カラオケ）
  - 作詞:渡辺なつみ、作曲・編曲:桑村達人